# Woodridge (Illinois)
Woodridge es una villa ubicada en el condado de DuPage en el estado estadounidense de Illinois. En el Censo de 2010 tenía una población de 32971 habitantes y una densidad poblacional de 1.328,27 personas por km².

## Geografía
Woodridge se encuentra ubicada en las coordenadas 41°44′15″N 88°2′41″O / 41.73750, -88.04472. Según la Oficina del Censo de los Estados Unidos, Woodridge tiene una superficie total de 24.82 km², de la cual 24.4 km² corresponden a tierra firme y (1.69%) 0.42 km² es agua.

## Demografía
Según el censo de 2010, había 32971 personas residiendo en Woodridge. La densidad de población era de 1.328,27 hab./km². De los 32971 habitantes, Woodridge estaba compuesto por el 71.05% blancos, el 8.91% eran afroamericanos, el 0.29% eran amerindios, el 12.52% eran asiáticos, el 0.03% eran isleños del Pacífico, el 4.82% eran de otras razas y el 2.38% pertenecían a dos o más razas. Del total de la población el 13.42% eran hispanos o latinos de cualquier raza.